# Turdus lherminieri
Turdus lherminieri là một loài chim trong họ Turdidae.